# Eudistoma fluorescens
Eudistoma fluorescens är en sjöpungsart som beskrevs av Monniot 200. Eudistoma fluorescens ingår i släktet Eudistoma och familjen Polycitoridae. Inga underarter finns listade i Catalogue of Life.